# 왕쉐홍

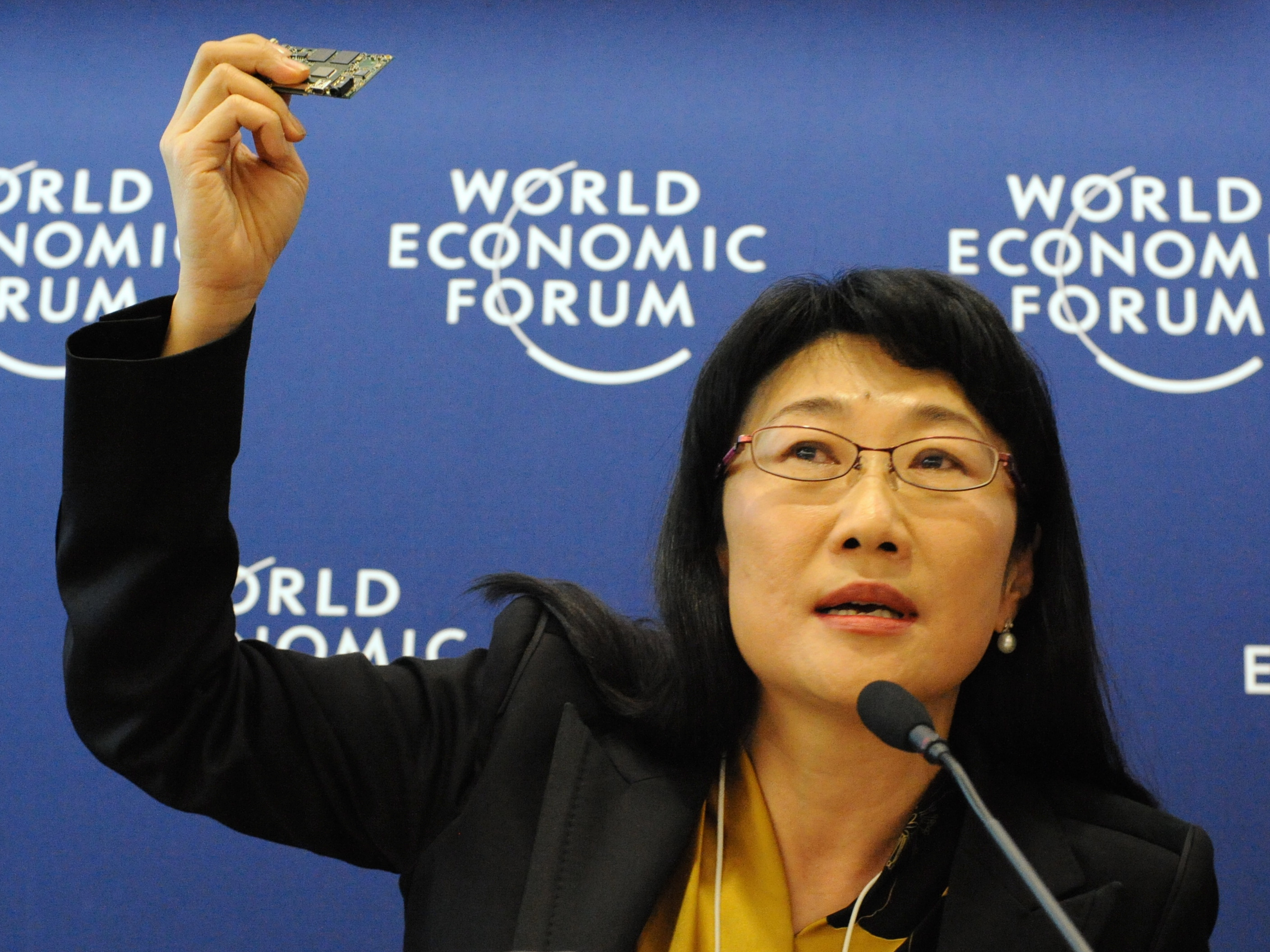
왕쉐홍

왕쉐홍(중국어: 王雪紅, 병음: Wáng Xuěhóng, 영어: Cher Wang, 1958년 9월 15일~)은 대만의 기업가이다. HTC와 통합 칩셋 제조업체인 비아 테크놀로지스의 공동 창립자이자 회장(2007년부터)으로서 컴퓨터 기술 분야에서 가장 성공적인 여성 중 한 명이다. 왕의 아버지는 플라스틱 및 석유화학 대기업인 포모사 플라스틱 그룹의 창립자이자 2008년 사망 전 대만에서 가장 부유한 개인 중 한 명이었던 왕융칭이었다. 2014년 기준 그녀는 포브스가 선정한 세계에서 가장 영향력 있는 여성 54위에 선정되었다.